# Lotte Schöne
Lotte Schöne, właśc. Charlotte Bodenstein (ur. 15 grudnia 1891 w Wiedniu, zm. 22 grudnia 1977 w Paryżu) – austriacka śpiewaczka operowa, sopran.

## Życiorys
Studiowała w Wiedniu, tam też debiutowała w 1912 roku na deskach Volksoper w drobnej roli Druhny w Wolnym strzelcu. Od 1917 do 1926 roku należała do zespołu Opery Wiedeńskiej. W latach 1922–1928, 1935 i 1937 występowała na festiwalu w Salzburgu, gdzie wcielała się w role Zerliny w Don Giovannim, Despiny w Così fan tutte, Zuzanny w Weselu Figara, Paminy w Czarodziejskim flecie i Blondy w Uprowadzeniu z seraju. W 1927 roku wystąpiła w Londynie jako Liu w brytyjskiej premierze Turandot. Od 1926 roku należała do zespołu Städtische Oper w Berlinie, jednak po dojściu do władzy nazistów w 1933 roku, ze względu na swoje żydowskie pochodzenie, musiała opuścić Niemcy. Osiadła we Francji, gdzie śpiewała Opéra de Paris i Opéra-Comique, przyjęła też francuskie obywatelstwo. W trakcie II wojny światowej ukrywała się przed Niemcami w jednej z wiosek w Alpach. Po zakończeniu wojny wróciła na scenę, w 1948 roku ponownie występowała w Berlinie. W 1953 roku zakończyła karierę i poświęciła się pracy pedagogicznej.